# Fakty i Mity

Fakty i Mity (Faits et mythes) (Ujawniamy Fakty – obalamy Mity, "FiM", on montre les faits - on défait les mythes) est un hebdomadaire anticlérical polonais de gauche, fondé par l'ancien prêtre Roman Kotliński. Le premier numéro est sorti le 10 mars 2000.

## Activité
Le journal publie régulièrement des informations concernant les crimes et comportements douteux du clergé de différentes confessions. Ainsi, c'est le premier journal, avant même le quotidien "Rzeczpospolita", à publier des informations compromettantes concernant l'Archevêque catholique de Poznań, Juliusz Paetz.
Le crédo de la publication est que la "cléricalisation" de l'état est incompatible avec la Constitution polonaise. Dans l'hebdomadaire, les thèmes des articles tournent autour de la mauvaise influence que le clergé a sur les libertés ainsi que sur la situation économique et politique de différents pays, en particulier la Pologne.
Sur initiative du rédacteur en chef et des lecteurs du journal, en 2002, a été créé le parti de gauche anticlérical RACJA. L'hebdomadaire fait souvent référence à ce parti. 
L'hebdomadaire va participer au recueil de signatures pour la candidature de Maria Szyszkowska aux élections présidentielles de 2005, même si la candidate ne put réunir suffisamment de voix pour son enregistrement. Le 14 septembre 2005, il a donné son appui au Parti du Travail Polonais aux élections parlementaires et à Daniel Podrzycki qui est décédé dans un accident de voiture peu avant les élections présidentielles de 2005. Dans d'autres campagnes électorales à différents niveaux, l'hebdomadaire a apporté son appui à des candidats de divers partis, qui se déclaraient officiellement anticléricaux.
À partir de mars 2007, le journal va avoir un correspondant parlementaire permanent. En novembre 2007, la rédaction lance un service internet d'actualités. Il complète l'édition papier du journal en présentant des sujets d'ordre politique et social suivant les thématiques évoquées dans l'hebdomadaire.

## Controverse
C'est le seul journal en Pologne à avoir pris la décision de publier une interview avec Grzegorz Piotrowski, ancien fonctionnaire des milices secrètes SB. Piotrowski a raconté entre autres les actions du IVème département MSW (Ministère de l'intérieur), témoignant du travail de la cellule SB s'occupant des personnes liées à l'Eglise catholique. Pendant son emprisonnement pour le meurtre du prêtre Jerzy Popieluszko, Piotrowski s'est présenté le 9 mars 2000 avec Roman Kotliński à une conférence de presse d'inauguration de l'hebdomadaire, lors de laquelle il présenta de nouveaux éléments concernant les circonstances de l'assassinat de Jerzy Popiełuszko. 
Pendant la campagne électorale 2007, le premier ministre Jarosław Kaczyński a présenté le journal comme faisant partie d'un front contre son gouvernement, considérant que "Fakty i Mity" a engagé Grzegorz Piotrowski. Des informations suggérant cette thèse ont été publiés dans diverses publications. Le rédacteur en chef Roman Kotliński dans le journal (nr 43/2007) a considéré cela comme des "insinuations mensongères". Il considère que "FiM" n'a jamais employé Piotrowski, et que le Premier Ministre s'appuie sur des fausses informations du journal Fakt, contre lequel un procès est en cours. Kotliński a déclaré qu'il envisageait un recours contre Jarosław Kaczyński.